# Vladimir Fock
Vladimir Aleksandrovitj Fock (russisk: Влади́мир Алекса́ндрович Фок tr. Vladimir Aleksandrovitj Fok, født 22. december 1898, død 27. december 1974) var en sovjetisk fysiker, der udførte grundlæggende arbejde med kvantemekanik og kvanteelektrodynamik.